# Lispeln
Lispeln (von althochdeutsch lispen = lispeln, ursprünglich lautmalend) ist die Bezeichnung für die Lautbildungsstörung der Zischlaute s ([⁠s⁠], [⁠z⁠]), sch ([⁠ʃ⁠]) und ch ([⁠ç⁠]). Es ist eine Form der Aussprachestörung (veraltet Dyslalie). Sie gilt in der deutschen Sprache als Sprechfehler.

## Formen des Lispelns
Am häufigsten betroffen ist der Laut [s], als „Sigmatismus“ bezeichnet (vom griechischen Buchstaben Sigma abgeleitet). Das „s“ wird üblich mit der Zunge hinter den Zähnen an den Alveolen (deutsch: Zahnfach) gebildet. Je nach falschem Bildungsort wird ein Sigmatismus addentalis (Bildung an den Zähnen) und Sigmatismus interdentalis (Bildung zwischen den Zähnen) unterschieden. Ein Sigmatismus addentalis ähnelt dem „harten“ englischen „th“ (stimmloser dentaler Frikativ). Weitere s-Fehlbildungen entstehen z. B. durch das seitliche Vorbeiströmen der Atemluft an den Zungenrändern (Sigmatismus lateralis) oder ein mit übermäßigem Atemdruck artikulierter, stark pfeifender und/oder zischender s-Laut (Sigmatismus stridens). Es kommt auch ein Lispeln am Gaumen vor, wobei die Zunge mitunter den Luftstrom gänzlich stoppt, sodass der Reibelaut abrupt endet. Der Sprecher wird dadurch weniger verständlich.
Die Störung des „sch“ wird als „Schetismus“ bezeichnet, die des „ch“ als „Chitismus“.

## Ursachen
Die Zischlaute (Frikative) sind die „schwierigsten“ Laute der deutschen Sprache und werden daher erst zum Ende der primären Sprachentwicklung korrekt erworben. Bis dahin gelten Zischlautsstörungen in der Regel als normal (sogenannte physiologische Aussprachestörung). Als mögliche Ursachen sollten vor allem Hörstörungen (besonders im Hochtonbereich) ausgeschlossen werden. Kiefer- und Zahnfehlstellungen oder -lücken begünstigen eine fehlerhafte Lautbildung. Im Zusammenhang mit einer Funktionell orofazialen Störung oder veraltet auch myofunktionellen Störung kommt es ebenfalls gehäuft zu einer so genannten Aussprachestörung der Zischlaute. Auch Lähmungen im Zungenbereich oder Zungen-/Kieferveränderungen durch Tumoren können die Zischlautbildung beeinträchtigen.

### Temporäre Ursachen
Lispeln kann auch temporäre Ursachen haben, z. B. wenn man mit einer losen Zahnspange die ersten Tage spricht und dabei die Zunge behindert oder wenn sonstige Gegenstände dies tun. Dies ist kein Grund zur Besorgnis und löst sich in der Regel (bei Zahnspangen) von alleine oder durch das Entnehmen des Gegenstandes im Mund.

### Therapie
Das Lispeln kann meist erfolgreich behandelt werden. Wegen des Zahnwechsels im Kindesalter ist eine Therapie vorher wegen der dann noch physiologischen Aussprachestörung überwiegend erst nach dem Zahnwechsel im Frontzahnbereich indiziert.

## Komik
In Zeichentrickproduktionen wie Die Biene Maja, Looney Tunes (Daffy Duck), Die blaue Elise, Mighty B! Hier kommt Bessie und Ice Age lispeln manche Figuren. In Kingsman lispelt der Schurke Valentine.